# إيرل إدواردز (مدير فني)
إيرل إدواردز (بالإنجليزية: Earle Edwards)‏ هو مدير فني أمريكي، ولد في 10 نوفمبر 1908، وتوفي في 25 فبراير 1997.

## وصلات خارجية
- إيرل إدواردز على موقع قاعة كارولاينا الشمالية للمشاهير الرياضية (الإنجليزية)